# Просвещение (издательство)

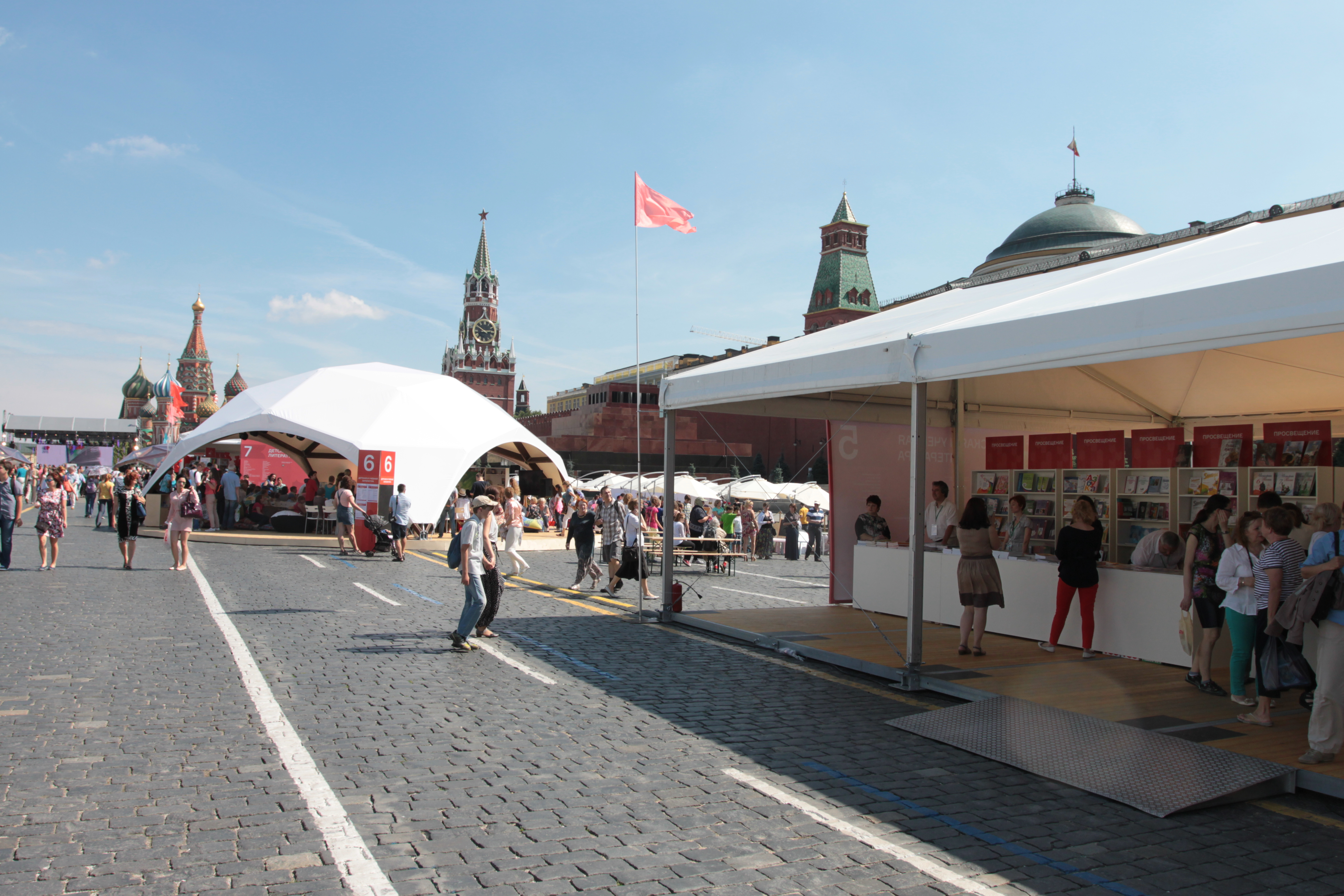
Стенд издательства «Просвещение» на Фестивале «Книги России» на Красной площади, 2015 г.

«Просвеще́ние» — советское, а позже российское специализированное издательство учебной и педагогической литературы. В 1994 году «Просвещение» утратило монополию на выпуск школьных учебников в России. В 2011 году было приватизировано на средства Аркадия Ротенберга. К 2020 году доля «Просвещения» на российском рынке школьных учебников выросла с 35 до 82 процентов.

## Основные события в истории
Создано в 1930 году постановлением ЦИК и СНК СССР, на базе литературно-издательского отдела Наркомпроса, как «учебное издательство Учпедгиз» («Учебно-педагогическое государственное издательство»). Первым директором издательства был Лев Яковлевич Лурье, племянник академика В. А. Обручева.
В первый год работы издательства общий тираж продукции насчитывал 29 млн экземпляров. В этом же году вышел в свет первый учебник издательства «Поход за грамоту» М. Ф. Робинсон и М. Л. Закожурниковой. Первым директором издательства был назначен Г. А. Колосков.
С середины 1930-х годов Учпедгиз стал крупнейшим в СССР специализированным издательством учебной и педагогической литературы; к 1940-м годам выпуск учебников достиг 125,5 млн экземпляров в год и включал 1419 наименований.
В 1942 году издательство было эвакуировано в Киров, где продолжало работу в военных условиях, выпустив 233 различных учебника и пособия, в том числе «Учебник русского языка для бойцов Советской Армии».
В 1950-е годы методическим кабинетом Учпедгиза разработаны основные требования к учебнику средней школы, при издательстве создана редакция производственно-технической литературы для учащихся и педагогов образовательных школ, школ с производственным обучением и техникумов.
Издательство Учпедгиз в 1964 году было объединено с «Издательством Академии педагогических наук» и преобразовано в издательство «Просвещение» в системе Государственного комитета Совета министров РСФСР по делам издательств, полиграфии и книжной торговли. В 1969 году из «Просвещения» выделилось издательство «Педагогика». В 1974 году издательство «Просвещение» награждено орденом Трудового Красного Знамени.
В период с 1950 по 1990 годы «Просвещение» издавало единые для всей страны учебники и учебные пособия для
всех типов общеобразовательных школ и педагогических учебных заведений, методическую литературу для учителей, литературу по внеклассному чтению для учащихся, художественную литературу, методические журналы, различного рода программно-методические издания, печатные наглядные пособия. «Просвещение» снабжало литературой библиотеки всего СССР и для всей многонациональной страны издавало «Детскую энциклопедию».
Большое влияние на популяризацию биологических знаний оказали такие энциклопедические издания, как «Жизнь животных», издававшееся дважды — в 1968—1971 годах в шести томах (семи книгах) и в 1983—1989 годах в семи томах, и «Жизнь растений», изданное в 1974—1982 годах в шести томах (семи книгах).
Издательством «Просвещение» выпускались книжные серии «Мир знаний», «Люди науки», «Школьная библиотека», журналы: «Начальная школа», «Дошкольное воспитание», «Русский язык в школе», «Литература в школе», «Иностранные языки в школе».
Издательство выпускало учебники, созданные известными советскими учёными-академиками, профессорами: Б. Е. Быховским, В. В. Париным, Л. А. Зенкевичем, А. Н. Колмогоровым, И. К. Кикоиным, А. В. Погореловым, В. И. Коровиным и В. Я. Коровиной, Г. И. Беленьким, В. Г. Маранцманом, П. М. Эрдниевым, В. П. Максаковским, М. В. Нечкиной, Б. М. Неменским, В. А. Тишковым, В. М. Хвостовым, Н. Н. Баранским и др. Кроме учебников на русском языке, выпускались и учебники на языках других народностей СССР. В 1980-х гг. издательство было республиканским и подчинялось Госкомиздату РСФСР. По объёму книгоиздания, измеряемому печатными листами-оттисками, издательство «Просвещение» было одним из лидирующих советских издательств, например, в 1980 году занимало по этому показателю первое место, опережая шедшее вторым издательство «Художественная литература» более чем в два раза.
До 1991 года издательство «Просвещение» было крупнейшим в СССР учебно-педагогическим издательством. Издавало единые для всей страны учебники и учебные пособия для всех типов общеобразовательных школ и педагогических учебных заведений, методическую литературу для учителей, литературу по внеклассному чтению для учащихся, художественную литературу, методические журналы, различного рода программно-методические издания, печатные наглядные пособия.
Госкомиздатом СССР издательству был присвоен код 103. В 1980-х гг. издательство было республиканским и подчинялось Госкомиздату РСФСР. По объёму книгоиздания, измеряемому печатными листами-оттисками, издательство «Просвещение» было одним из лидирующих советских издательств, например, в 1980 году занимало по этому показателю первое место, опережая шедшее вторым издательство «Художественная литература» более чем в два раза. В 1980—1990 гг. показатели издательской деятельности издательства были следующие:
| Статистика по объёмам производства. 1979—1990 годы | Статистика по объёмам производства. 1979—1990 годы | Статистика по объёмам производства. 1979—1990 годы | Статистика по объёмам производства. 1979—1990 годы | Статистика по объёмам производства. 1979—1990 годы | Статистика по объёмам производства. 1979—1990 годы | Статистика по объёмам производства. 1979—1990 годы | Статистика по объёмам производства. 1979—1990 годы | Статистика по объёмам производства. 1979—1990 годы | Статистика по объёмам производства. 1979—1990 годы |
| —                                                  | 1980                                               | 1985                                               | 1990                                               | 1995                                               | 2000                                               | 2005                                               | 2010                                               | 2015                                               | 2016                                               |
| -------------------------------------------------- | -------------------------------------------------- | -------------------------------------------------- | -------------------------------------------------- | -------------------------------------------------- | -------------------------------------------------- | -------------------------------------------------- | -------------------------------------------------- | -------------------------------------------------- | -------------------------------------------------- |
| Кол-во книг и брошюр, печатных единиц              | 832                                                | 879                                                | 566                                                | 416                                                | 660                                                | 808                                                | 1175                                               | 2294                                               | н. д.                                              |
| Тираж, млн экз.                                    | 241,7423                                           | 254,4767                                           | 240,5267                                           | 83,5                                               | 43,1                                               | 34,2                                               | 49,9                                               | 60,9                                               | 79,1                                               |
| Печатных листов-оттисков, млн                      | 3323,0267                                          | 3403,5488                                          | 3112,8727                                          | н. д.                                              | н. д.                                              | н. д.                                              | н. д.                                              | н. д.                                              | н. д.                                              |

В начале 1990-х годов с появлением «Закона об образовании» издательство утратило монополию на выпуск школьных учебников.
С 2003 года по 2015 год «Просвещение» являлось издателем «Вестника образования» — официального журнала Министерства образования России.
В 2005 году издательство преобразовано в Открытое акционерное общество, в 2010 году — внесено в список госкомпаний на приватизацию.
В 2021 году издательство сообщило, что все электронные приложения по учебникам были выпущены не только на ПК, а сразу на PS4, PS4 Slim, PS5, Xbox Series X/S, Xbox Series X, Xbox Series S, Xbox One, а ещё появились у электронных приложениях эмуляторы на мобильных версиях.

## Группа компаний «Просвещение»: современный этап развития
В декабре 2011 года Правительством Российской Федерации было принято распоряжение о продаже издательства «Просвещение», оно было выкуплено издательством «Олма медиа групп» Владимира Узуна и Олега Ткача за 2,25 млрд руб. В сентябре 2013 года президентом издательства «Просвещение» стал Владимир Узун.
В 2013—2017 гг. председателем совета директоров и владельцем 20 % акций издательства являлся Аркадий Ротенберг.

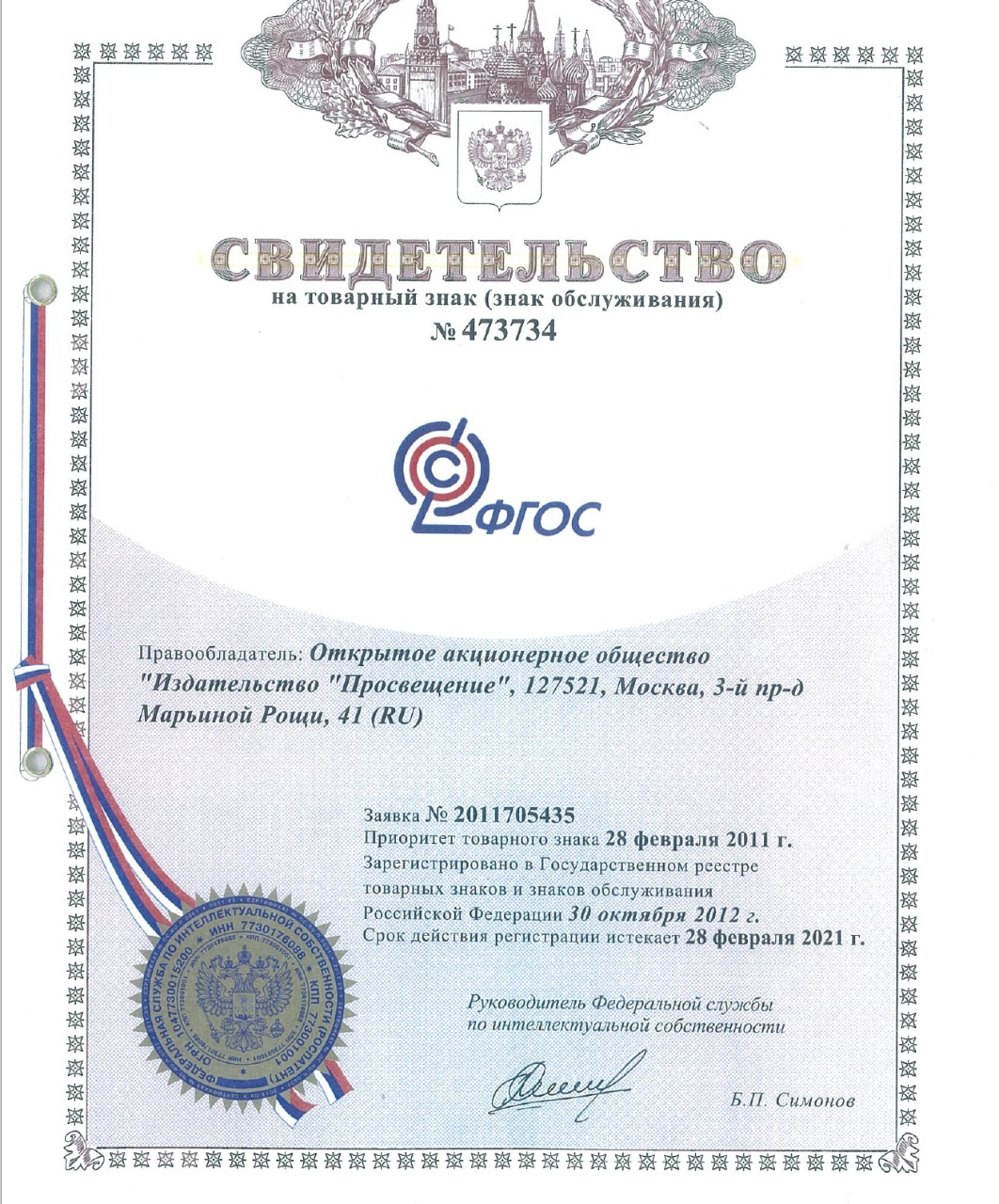
Свидетельство на товарный знак издательства Просвещения на учебники для ФГОС

В апреле 2017 года было о объявлено о планах провести IPO в 2017—2019 годах, вырученные средства от которого рассчитывалось привлечь на развитие бизнеса в digital-среде..
В 2017 году проведена трансформация издательства в группу компаний, в рамках которой выделена Управляющая компания и три дивизиона: АО «Издательство „Просвещение“», АО «Академия „Просвещение“» и ООО «Торговый Дом „Просвещение-Регион“».
18 мая 2021 года принадлежащие государству Сбербанк, ВЭБ.РФ и Российский фонд прямых инвестиций получили по 25 % акций издательства, которое было оценено в 108 млрд рублей.
Рейтинговое агентство АКРА в 2022 году присвоило АО «Просвещение» рейтинговую оценку AA(RU) со стабильным прогнозом. Рейтинг ежегодно подтверждался, в 2024 году был повышен до AA+(RU).
Рейтинговое агентство «Эксперт РА» в 2022 году присвоило компании рейтинговую оценку ruAA со стабильным прогнозом, в 2024 году рейтинг был подтверждён.

## Критика
В 2022 году критике подвергся учебник истории под редакцией ректора МГИМО А. В. Торкунова от 2019 года. В книге репрессиям в эпоху правления Иосифа Сталина уделено 1,5 страницы (в прежних учебниках истории того же издательства — 4) без приведения чисел, упоминание ГУЛАГа перенесено в параграф об индустриализации, присутствуют попытки оправдать репрессии («осложнением международной обстановки») и договор о ненападении между Германией и СССР. Кроме того, в книге присутствуют сразу 18 фрагментов с откровенным восхвалением действующего президента России Владимира Путина и его политики, выпады в адрес США и Украины, а также оправдывается аннексия Крыма РФ в 2014 году
По данным редакторов издательства, в первый день российского вторжения на Украину сотрудникам спустили распоряжение с просьбой убрать «некорректные» упоминания об Украине, и им пришлось «почиркать около 15 % текстов». По словам редакторов, «вычищать» Украину из школьных учебников начали ещё после 2014 года, стараясь упоминать страну как можно реже. «То есть перед нами стоит задача — сделать так, как будто Украины просто нет. Это гораздо хуже, когда в учебнике просто не говорится о какой-то стране. Человек вырастает без базы знаний о какой-то стране, и ему тогда намного проще поверить в то, что ему рассказывают о ней из телевизора», — рассказал сотрудник «Просвещения».
В 2023 году издало учебник по истории Мединского, в котором были собраны тезисы российской пропаганды об Украине.

## Серии
- Библиотека словесника
- Биография писателя: основана в 1961 г. — закрыта в 1995 г.
- Детская книга в школе
- Сделай сам: основана в 1980 г.
- Спорт в твоей жизни
- Твой кругозор: основана в 2007 г.
- Учебное пособие для педагогических институтов
- Школьная библиотека: основана в 1969 г.
- Школьникам — о современных советских писателях: основана в 1990 г.